# Priodesmus coralloides
Priodesmus coralloides är en mångfotingart som beskrevs av Jeekel 1963. Priodesmus coralloides ingår i släktet Priodesmus och familjen Chelodesmidae. Inga underarter finns listade i Catalogue of Life.